# Ilha Sul
A Ilha Sul, ou Ilha do Sul (em maori, Te Waipounamu; em inglês South Island), é a maior das ilhas neo-zelandesas. Está rodeada a norte pelo Estreito de Cook, a oeste pelo Mar de Tasmânia e a sul e a leste pelo Oceano Pacífico. Estende-se ao longo de 150 437 km², o que a converte na 12.ª maior do mundo. Possui um clima temperado.
A sua área terrestre supera em 32% a da Ilha Norte, razão pela qual é apelidada ocasionalmente de "Nova Zelândia continental", especialmente por habitantes da Ilha Sul, apesar de acolher apenas 23% da população neo-zelandesa. Nas fases iniciais da colonização europeia do país, a Ilha Sul serviu de lar à maioria da população e riqueza europeias graças à febre do ouro da década de 60 do século XIX. Pelo início do século XX, 56% da população residia na Ilha Norte, e o êxodo económico e populacional continuou no decorrer do século.

## História

### Pré-história
Gravuras realizadas a carvão podem ser encontradas em mais de quinhentas cavernas calcárias no centro da Ilha Sul, estendendo-se desde Kaikoura até ao Norte de Otago. Estima-se que tenham entre quinhentos a oitocentos anos, e entre as suas temáticas incluem-se fauna, povos e criaturas míticas que se pensa serem répteis estilizados. Algumas das aves nelas representadas incluem a moa e a águia-de-haast, há muito declaradas extintas. Estas gravuras foram realizadas pelos antigos Maori mas aquando da chegada dos europeus as tribos locais desconheciam a sua origem.

### Era maori
Os Waitaha foram os habitantes ancestrais da Ilha Sul, e sofreram, na sua maioria, um processo de assimilação através de casamentos e conquista pelos Kāti Mamoe no século XVI.[carece de fontes?]
Os Kāti Mamoe foram, por sua vez, assimilados pelos Ngāi Tahu, que migraram para sul no século XVII. Apesar de, atualmente, os Ngati Mamoe não terem uma organização distinta, muitos Ngai Tahu possuem ligações aos Ngati Mamoe nos seus whakapapa, o que se verifica especialmente no extremo sul da ilha.

### Descoberta pelos europeus
Os primeiros europeus conhecidos por chegar à Ilha Sul foram a tripulação do explorador holandês Abel Tasman, nos navios Heemskerck e Zeehaen.

### Sismos de 2010-2011

#### Sismo de setembro de 2010
Um terramoto de magnitude 7.1 teve lugar na Ilha Sul da Nova Zelândia sábado, dia 4 de setembro de 2010 às 04h35 horas locais (16h35 UTC, 3 setembro 2010). O terramoto deu-se a uma profundidade de 10 quilómetros e não fez vítimas mortais.
O epicentro localizou-se 40 km a oeste de Christchurch; 10 km a sudeste de Darfield; 190 km a sul-sudeste de Westport; 295 km a sudeste de Wellington e 320 km a norte-nordeste de Dunedin.

## Designação
No século XIX, alguns mapas referiam-se à ilha como Ilha do Meio ou Novo Munster e o nome corrente, juntamente com Novo Leinster foi usado para aquilo que é hoje a Ilha de Stewart/Rakiura. Em 1907, o Ministro do Território instruiu o Departamento de Território e Cartografia para que o nome Ilha do Meio não fosse usado daí em diante.
Apesar do seu nome atual estar em uso há vários anos, em 2009 o Conselho Nacional de Geografia da Nova Zelândia fez notar que, juntamente com a Ilha Norte, a Ilha Sul carecia de nome oficial. Após um período de consultas públicas, o Conselho designou oficialmente a ilha como Ilha Sul (South Island) ou Te Waipounamu em outubro de 2013.
Julga-se que o seu nome maori signifique "as águas da pedra verde", e que este tenha evoluído a partir de Te Wāhi Pounamu, "o lugar da pedra verde". A ilha também é conhecida como Te Waka a Māui, em referência à "canoa de Māui". Segundo o folclore Maori, a Ilha Sul foi a primeira a existir, como a embarcação de Māui, enquanto que a Ilha Norte era o peixe por ele apanhado.[carece de fontes?]
Em inglês, as duas principais ilhas neo-zelandesas denominam-se the North Island e the South Island, com o artigo definido. É comum o uso da preposição in em vez de on. Vários mapas, cabeçalhos, tabelas e expressões linguísticas usam South Island sem "the".

## Províncias históricas da ilha Sul
- Nelson
- Otago
- Canterbury
- Marlborough
- Westland
- Southland

## Cidades e vilas da ilha Sul
- Ashburton
- Blenheim
- Christchurch
- Dunedin
- Invercargill
- Greymouth
- Hokitika
- Kaikoura
- Nelson
- Oamaru
- Omarama
- Te Anau
- Timaru
- Queenstown
- Wanaka
- Westport

## Destaques geográficos
- Arthur's Pass
- Doubtful Sound
- Fox Glacier
- Franz Josef Glacier
- Haast Pass
- Lago Manapouri
- Lago Wakatipu
- MacKenzie Basin
- Milford Sound
- Slope Point